# Helicopsyche erigone
Helicopsyche erigone är en nattsländeart som beskrevs av Schmid 1993. Helicopsyche erigone ingår i släktet Helicopsyche och familjen Helicopsychidae. Inga underarter finns listade i Catalogue of Life.